# Bahaísmo en Chile
La historia del bahaísmo en Chile comienza con referencias a este país en la literatura bahaí en el año 1916, y con la visita de la primera bahaí al país en 1919. No se formó una comunidad sino hasta los años 1940, con la llegada coordinada de pioneros de Estados Unidos y el surgimiento de los primeros creyentes nacionales, convirtiéndose en una comunidad nacional independiente en 1963. En 2002 fue anunciado el inicio de la construcción del primer templo bahaí en Sudamérica, el cual fue inaugurado en el 2016. En 2007 el gobierno de EE. UU. estimó que Chile contaba con cerca de 6.000 bahaíes, aunque la Religion Data Archives, utilizando mayormente datos de la Enciclopedia cristiana mundial, estimó la presencia de 26 000 baháies en el país en 2005.

## Las Tablas del Plan Divino de `Abdu'l-Bahá'
Entre 1916 y 1917, `Abdu'l-Bahá, el hijo del fundador de la religión, escribió una serie de cartas (o "tablas") a los seguidores del bahaísmo en Estados Unidos, las que fueron compiladas en un libro titulado Tablas del Plan Divino. La sexta de estas tablas, escrita el 8 de abril de 1916, fue la primera en mencionar la región latinoamericana, pero fue presentada en Estados Unidos recién en 1919, después del fin de la Primera Guerra Mundial y la epidemia de gripe española.

Las primeras acciones de parte de la comunidad bahaí hacia Latinoamérica fueron los viajes que emprendieron unos cuantos individuos, quienes hicieron viajes a México y América del Sur, cerca de la publicación de esta carta en 1919. Entre quienes viajaron se encontraban el señor y la señora Frankland, Roy C. Wilhelm, y Martha Root. Los viajes de la pionera Martha Root, quizás la primera bahaí que llegó a Chile, empezaron en el verano de 1919, parando primero en Brasil, Argentina y Uruguay, antes de juntar fuerzas para cruzar la Cordillera de los Andes durante el invierno para visitar Valparaíso y Santiago. La sexta tabla fue traducida y presentada por Mirza Ahmad Sohrab el 4 de abril de 1919, y fue publicada en la revista Star of the West en la edición del 12 de diciembre de 1919.
Su Santidad Cristo dice: “Viajad al Este y al Oeste del mundo y llamad a la gente al Reino de Dios”. Por lo tanto la misericordia de Dios debe abarcar a toda la humanidad. En consecuencia no penséis que es permisible dejar esta región privada de las brisas de la Guía Matinal. Consecuentemente, esforzaos todo cuanto podáis para enviar a esas partes oradores elocuentes, que sean desprendidos de todo salvo Dios, atraídos por las fragancias de Dios, y santificados y purificados de todo deseo y tentación. ... Guatemala, Honduras, El Salvador, Nicaragua, Costa Rica, Panamá y el séptimo país Belice ... Los maestros que vayan a esas partes también deben estar familiarizados con el idioma español. ... debéis dar gran importancia a la enseñanza de los indígenas, eso es, a los aborígenes de América, ... Igualmente, las islas de Cuba, Haití, Puerto Rico, Jamaica, ... las islas Bahamas, ... Haití y la República Dominicana, ... el grupo de las islas de Bermuda ... las repúblicas del continente de América del Sur - Colombia, Ecuador, Perú, Brasil, Guayana Británica, Guayana Holandesa, Guayana Francesa, Bolivia, Chile, Argentina, Uruguay, Paraguay y Venezuela; también las islas al norte, este y oeste de América del Sur, tales como las Islas Malvinas y las Galápagos; Juan Fernández, Tobago y Trinidad. ..." 
Luego del fallecimiento `Abdu'l-Bahá' en 1921, y siguiendo las indicaciones de las tablas, unos cuantos bahaíes empezaron a mudarse y visitar Latinoamérica. El pintor bahaí Mark Tobey, por ejemplo, visitó México en 1931 durante un viaje que realizó alrededor del mundo desde Europa, pasando por Palestina y América.

## El Plan de siete años y las décadas sucesivas
Shoghi Effendi, quien fue nombrado sucesor de `Abdu'l-Bahá' , escribió el 1 de mayo de 1936 un cable a la convención bahaí anual de Estados Unidos y Canadá pidiendo que se diera inicio a la implementación sistemática de la visión administrativa de `Abdu'l-Bahá' en la organización del bahaísmo. En su cable, Effendi escribía:

"Llamada a delegados reunidos considerar llamada histórica hecha por 'Abdu'l-Bahá en Tablas del Plan Divino. Urjo deliberación a fondo con Asamblea Nacional nueva para asegurar su cumplimiento completo. Primer siglo de la era Bahá'í llegando a su final. Humanidad entrando a su etapa de existencia más peligrosa. Oportunidades de hora presente inimaginablemente valiosas. Quiera Dios cada Estado dentro de República americana y cada República en continente americano pueda antes de la terminación de este siglo magnífico abrazar luz de la Fe de Bahá'u'lláh y establecer base estructural de Su Orden Mundial."

Días después, otro cable de Shoghi Effendi llegó el 19 de mayo pidiendo el establecimiento de pioneros permanentes en todos los países de Latinoamérica. La Asamblea Espiritual Nacional de los bahaíes de Estados Unidos y Canadá nombró un Comité Interamericano para que se encargara de los preparativos. Durante la Convención bahaí norteamericana de 1937, Shoghi Effendi envió un nuevo cable aconsejando a la convención prolongar sus deliberaciones para permitir que los delegados y la Asamblea Nacional consultaran sobre un plan que posibilitara que bahaíes pudieran establecerse en Latinoamérica, así como para incluir la conclusión de la estructura exterior de la Casa de Adoración Bahaí en Wilmette, Illinois. En 1937, el Primer Plan de Siete Años (1937–1944), diseñado por Shoghi Effendi, dio a la comunidad bahaí norteamericana el objetivo de establecer el bahaísmo en cada país de Latinoamérica. Con el despliegue de bahaíes nortamericanos en Latinoamérica empezó la formación de comunidades y elección de Asambleas Espirituales Locales a partir de 1938.
El establecimiento de una comunidad bahaí chilena permanente se debió a la llegada de Marcia Stewart Atwater, nacida en 1904 en Pasadena, California, quien llegó a Chile el 7 de diciembre de 1940, cuando su barco atracó en Arica. A pesar de que se sabía que habían materiales escritos acerca del bahaísmo en Chile a través de la Sociedad Teosófica, nadie se había declarado bahaí hasta ese entonces. Gracias al proceso de enseñanza llevado por la pionera, surgieron los primeros creyentes del bahaísmo en el país: el primer chileno en aceptarlo fue Paul Bravo, de 12 años, seguido por su familia. Luego, en 1943, se formó la primera Asamblea Espiritual Local bahaí de Chile. Fue después de esta elección que Stewart migró a Punta Arenas, la ciudad más austral del mundo.
Durante la convención anual bahaí de los Estados Unidos en 1943, Shoghi Effendi anunció una nueva convención internacional del norte y del sur, la cual incluiría representantes de cada estado y provincia de Estados Unidos, de Canadá y de cada república de Latinoamérica. Para esta convención, el delegado elegido en representación de Chile fue Esteban Canales.
Artemus Lamb, el segundo pionero bahaí en Chile, llegó el 2 de octubre de 1944 a Punta Arenas, relevando así a Stewart de su puesto de pionera. En aquella ciudad, Lina Smithson (conocida como Lina Gianotti en Chile) llegó a ser su primera creyente chilena en 1945; en ese mismo año, varios bahaíes se mudaron de Punta Arenas a Santiago, Valparaíso y Valdivia. Para 1946, una combinación de pioneros y bahaíes chilenos lograron incrementar la cantidad de Asambleas Espirituales Locales de 14 a 37, tres de las cuales habían obtenido personalidad jurídica, y el número de localidades que contaban con residentes bahaíes había aumentado a casi 100.

El primer congreso bahaí de Sudamérica fue llevado a cabo en Buenos Aires, Argentina, en noviembre de 1946. En 1947 se formó el Comité de Enseñanza para Sudamérica (CEPSA), compuesto por Walter Hammond, Sonrosados Vodanovic, Esteban Canales, Betty Rowe y Artemus Lamb, todos provenientes de Chile. En una conferencia similar para la región de Centroamérica, una bahaí mencionó que había empezado una campaña de enseñanza; esto quedó más explicado en mayo de 1947, al aclararse que ella junto a otras personas habían hecho anuncios en diarios importantes de varias ciudades en torno a las siguientes líneas:
Estamos buscando personas de voluntad buena para organizar un Centro de Estudio y Enseñanza fundado en los principios siguientes (una formulación de las enseñanzas bahaíes). Este movimiento ya ha afiliado grupos establecidos en todos los países importantes del mundo, los cuales funcionan mediante la consulta colectiva de todos sus miembros. Sin compromiso, puede hacer su pedido de literatura y de mayor información escribiendo a (dirección en San José). 
A partir de este anuncio se recibieron solicitudes de interesados, las que se contestaban enviando literatura bahaí, y gracias a esto se llegó a elegir una asamblea. Algunos bahaíes de Chile se interesaron lo suficiente en este método como para emularlo. Para octubre de 1947, este método fue implementado también en Chile. Lucha G. de Padilla, esposa del cónsul general de Chile en Estados Unidos, fue a Costa Rica en mayo de 1948 para conocer este proceso por sí misma. Se siguió utilizando este método por correspondencia hasta 1966 aproximadamente.
El segundo Congreso bahaí sudamericano se llevó a cabo en Santiago de Chile en enero de 1948, y fue organizado y ejecutado por CEPSA con la ayuda de la Asamblea Espiritual Local de Santiago. En 1950, el bahaísmo obtuvo un reconocimiento legal en Chile con la formación de una Asamblea Espiritual Regional para Sudamérica, cuyos primeros miembros fueron Edmund Miessler de Brasil, Margot Worley de Brasil, Eve Nicklin de Perú, Gayle Woolson de Colombia, Esteban Canales de Paraguay, Mercedes Sánchez de Perú, Dr. Alexander Reid de Chile, Rangvald Taetz de Uruguay, y Manuel Vera de Perú.
Seguido de la elección de la Asamblea Espiritual Regional bahaí de América del Sur en 1950, esta Asamblea fue dividida en dos en 1957 - la división fue básicamente la región norte de Sudamérica, con las repúblicas de Brasil, Perú, Colombia, Ecuador y Venezuela, cuya sede estuvo ubicada en Lima, Perú; y la región sur, con las repúblicas de Argentina, Chile, Uruguay, Paraguay y Bolivia, con sede en Buenos Aires, Argentina. Más adelante, en 1961, Chile estableció su Asamblea Espiritual Nacional independiente.

## Situación reciente
Desde sus inicios, el bahaísmo se ha implicado en programas de desarrollo socioeconómico para ampliar la libertad de las mujeres y promover su educación como prioridad, y dicha implicación se expresó de manera práctica al crear escuelas, cooperativas agrícolas y centros de salud. Así, la comunidad bahaí entró en una nueva fase de actividad cuando un mensaje de la Casa Universal de Justicia fue publicado el 20 de octubre de 1983. En este se instaba a los bahaíes a buscar maneras compatibles con las enseñanzas bahaíes en las que podrían involucrarse en el desarrollo social y económico de las comunidades en las que vivían. En 1979 había 129 proyectos de desarrollo socioeconómicos bahaíes reconocidos oficialmente a nivel mundial; para 1987, el número de proyectos de desarrollo reconocidos oficialmente habían aumentado a 1.482.
Siguiendo los cambios en Chile debido a la transición a la democracia entre 1989 y 1991, el Ministerio de Educación de Chile aprobó programas educativos de religión bahaí para la Educación General Básica y para la Educación Secundaria (Enseñanza Media), y con ello dos escuelas fueron establecidas por la Asamblea Espiritual Nacional — la Escuela básica Faizi, Número 335, y la Escuela básica Dr. Muhajir, Número 499. Ambas escuelas sirven a comunidades que son formadas en gran parte por la comunidad mapuche.
Otras menciones del bahaísmo se encuentran presentes en el conocido libro de Isabel Allende, El Plan Infinito: Una Novela (1991). En 1994, una estación radiofónica fue establecida en Chile para nutrir y preservar la cultura local emitiendo al aire voces mapuches y música autóctona grabada en la estación, así como patrocinando festivales anuales de música mapuche.
Durante los años 1994 y 1995 se realizaron en el país dos conferencias de juventud bahaí. La segunda conferencia nacional, realizada en febrero de 1995, era la culminación de un proyecto de un mes de duración emprendido por la juventud en 16 ciudades de Chile, con un grupo que recorrió desde Arica hasta Talca, mientras que el otro recorrió desde Puerto Montt hasta Talca.
En el año 2000, Chile manifestó su apoyo a una resolución de derechos humanos de la Organización de las Naciones Unidas respecto a la preocupante situación de los bahaíes en Irán, para que se tomaran pasos para documentar dicha situación.

### Casa de Adoración de Sudamérica

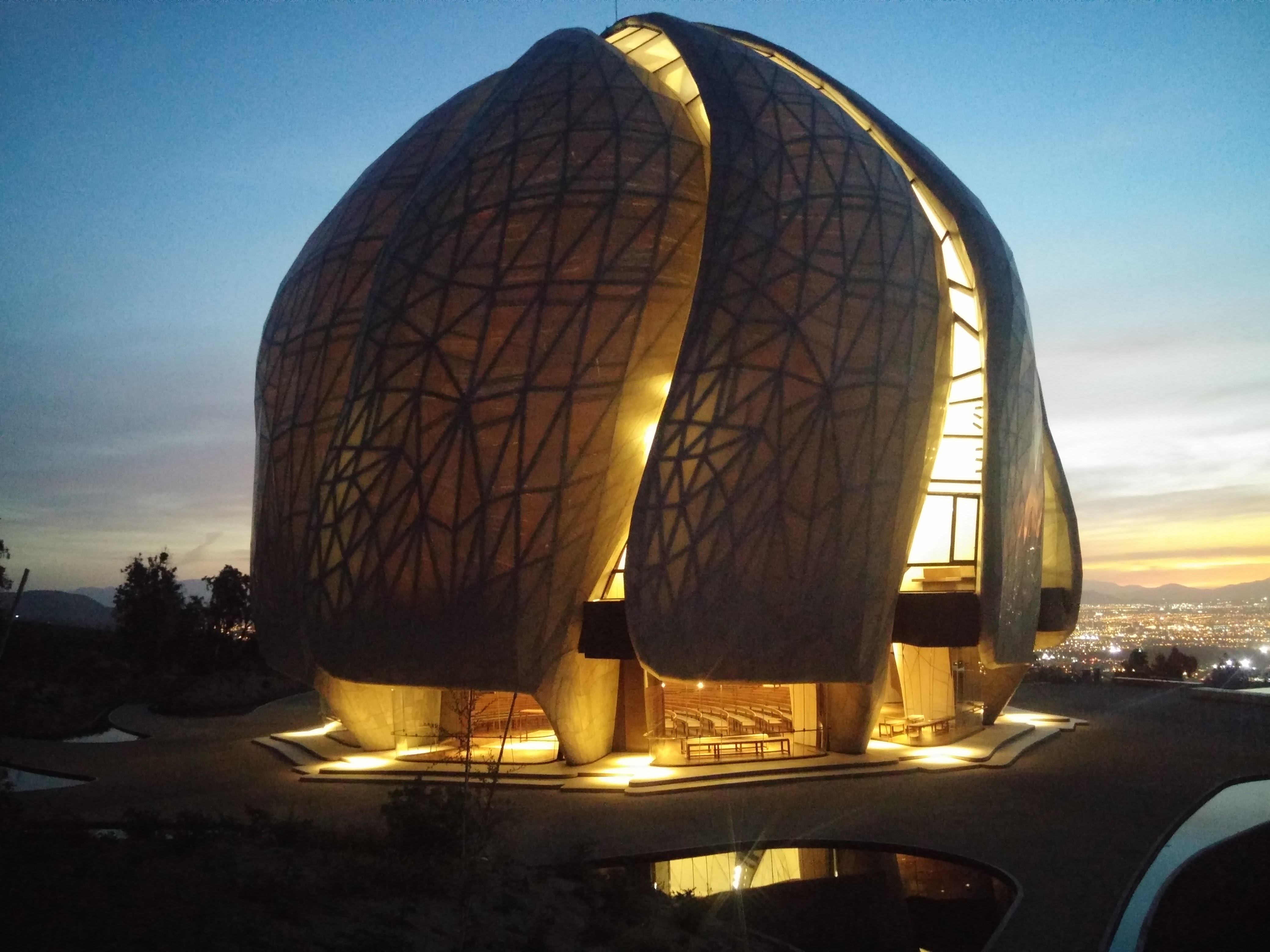
La Casa de Adoración (Templo) en Santiago, Chile

A finales del 2002, la Asamblea Espiritual Nacional de los bahaíes de Chile y la Casa Universal de Justicia, el cuerpo administrativo internacional de la comunidad bahaí, anunciaron un concurso para el diseño de la primera Casa de Adoración para Sudamérica, a ser construida en Santiago, pese a que la decisión de que se construiría allí se había tomado en 1953 por Shoghi Effendi.
El diseño seleccionado fue diseñado por Siamak Hariri de la oficina Hariri Pontarini Architects, de Toronto, Canadá, y la fabricación de los componentes se inició en 2007. Los lados del templo están compuestos de tableros traslúcidos de mármol y vidrio fundido. La estructura interior es de acero y da soporte a la estructura interior y exterior. Luego de seis años de construcción, el templo abrió sus puertas el 19 de octubre de 2016.

### Demografía
El gobierno de EE. UU. estimó que había unos 6.000 bahaíes en Chile, mientras que en 2007 la Asociación de Archivos de Dato de la Religión (confiando mayoritariamente en la Enciclopedia cristiana mundial) estimó que había unos 26.415 bahaíes en 2005. En cualquier caso, la comunidad bahaí de Chile afirma que prácticamente la mitad de la comunidad pertenece al pueblo mapuche.